# Angelica triquinata
Angelica triquinata är en flockblommig växtart som beskrevs av André Michaux. Angelica triquinata ingår i släktet kvannar, och familjen flockblommiga växter. Inga underarter finns listade i Catalogue of Life.